# بلدية الماية
الْمَايَة هي منطقة ساحلية تقع في الشمال الغربي لليبيا. تبعد عن العاصمة طرابلس حوالي 27 كم غربًا.
تتبع بلدية الماية عدة محلات وهي: الماية، الطويبية، الطينة، صلاح الدين (الجعادة)، المعمورة، قرقوزة، قرقوزة الغربية، قرقوزة الشرقية، قرقوزة الجنوبية. يحدها شرقًا مدينة جنزور، غربًا مدينة الزاوية، جنوبًا منطقة الزهراء، والبحر الأبيض المتوسط شمالًا.